# Granrudmoen
Granrudmoen is een plaats in de Noorse gemeente Øyer, provincie Innlandet. Granrudmoen telt 1723 inwoners (2007) en heeft een oppervlakte van 2,4 km².